# Impropères
Les Impropères, en latin Improperia, sont une partie de l'office de la Passion se déroulant l'après-midi du Vendredi saint dans l'Église catholique. Le mot latin improperium signifie « reproche ». Les Impropères sont les « reproches » supposés du Christ à son peuple l'ayant rejeté. Ces paroles n'ont aucun fondement scripturaire puisque, dans les Évangiles, Jésus ne tient aucun de ces propos mais, du haut de la croix, demande à Dieu de pardonner Juifs de Jérusalem et Romains qui l'ont crucifié (Luc 23, 34).
Dans ces reproches imaginaires, l'auteur fait dire à Jésus que son peuple, les juifs, en échange de toutes les faveurs accordées par Dieu, et en particulier pour l'avoir délivré de la servitude en Égypte et l'avoir conduit sain et sauf dans la Terre promise, lui a infligé les ignominies de la Passion. 
On peut y voir l'influence de Méliton de Sardes et de son Homélie de Pâques.

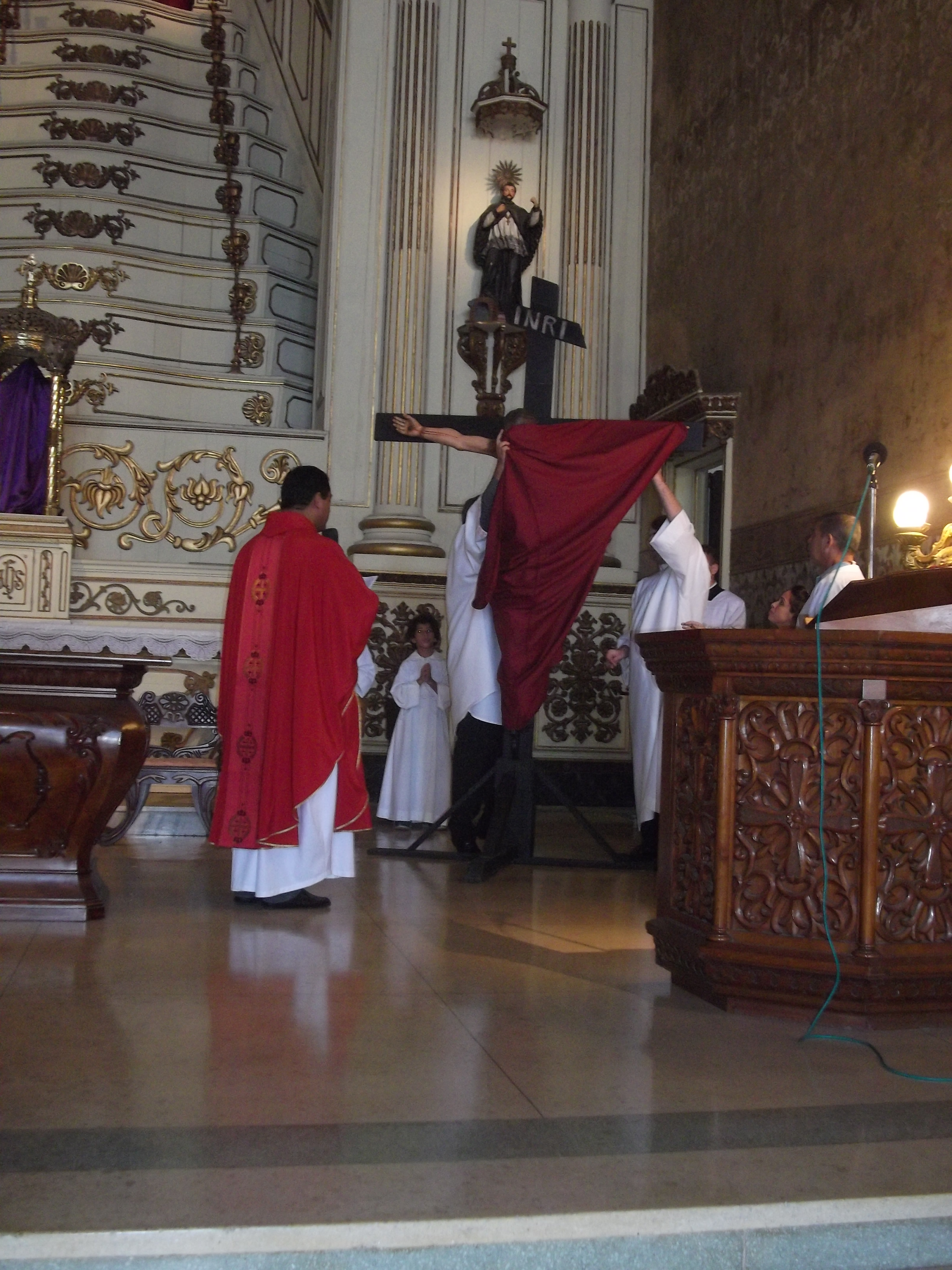
Les Impropères sont le sommet de l'office du Vendredi saint, lors de l'adoration de la Croix. Pour cette raison, le double chœur chante solennellement en grec et en latin, en alternance.

C'est au cours de l'adoration de la Croix, juste après les dix-sept oraisons, que ces remontrances sont exprimées par le chœur dans le rite romain. À chaque fois, un bienfait de Dieu dans l’Exode est mis en contraste avec un épisode de la Passion. Le chœur reprend en refrain l’acclamation grecque Hagios o Theós (Ἅγιος ὁ Θεός), plus précisément en alternance en grec et en latin, en double chœur.

## Histoire
La date précise de l'apparition des Impropères dans la liturgie reste incertaine. Des références bien définies à leur sujet se rencontrent dans des documents des IXe et Xe siècles, et on en trouve même des traces dans des manuscrits largement antérieurs. Dans son ouvrage De antiquā ecclesiæ disciplinā, Martène (c. XXIII) donne un certain nombre d'Ordines fragmentaires, dont certains remontent jusqu'en 600. Beaucoup d'autres mentionnent les Impropères. En tout état de cause, ils semblent être apparus vers le VIIIe siècle selon Jules Isaac. Pour Erik Peterson, leur adoption et leur inspiration « correspondent à la forme nouvelle prise par l'Oremus et pro perfidis Judaeis, surtout à la suppression de la génuflexion et son interprétation allégorique », à peu près contemporaines. Les Impropères se sont répandus à travers l'Europe aux XIe et XIIe siècles, avant d'être intégrés à l' Ordo romain au XIVe siècle. Au début, l'ordre était différent, et, dans de nombreux endroits, c'était l'officiant lui-même, le Vendredi saint, qui chantait les versets des reproches, alors que l'assistance participait aux répons ou à l'antienne.

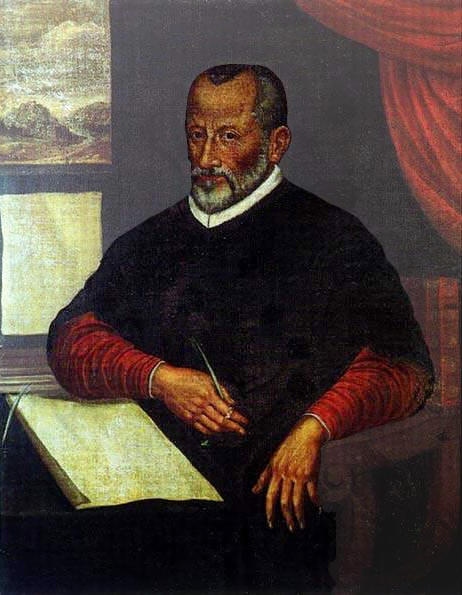
Palestrina

En tout, les Impropères se composent de trois parties distinctes. Parmi celles-ci, la troisième - composée de l'antiphon Crucem tuam adoramus, premier verset du psaume LXVI, le versicule Crux fidelis, et l'hymne Pange lingua - n'appartient pas aux Impropères proprement dits. La première partie comprend trois reproches, à savoir le Popule meus (Michée, VI, 3), Ego eduxi (Jérémie, II, 21) et Quid ultra (Is., V, 2, 40), le trisagion (Sanctus Deus, Sanctus fortis, Sanctus immortalis) étant répété après chacun d’eux en grec puis en latin. La deuxième partie contient neuf reproches exprimant le même effort de remontrance. Chacun d'eux est un verset tiré d'une partie des Écritures et suivi chaque fois du Popule Meus comme d’une sorte de refrain.

## Adaptations musicales
À l'origine, ces phrases étaient rendues par une mélodie de plain-chant. En l'an 1560, Palestrina leur a donné un cadre musical si approprié que Pie IV a ordonné qu'on l'utilisât dans la chapelle Sixtine, où on l'entendit pendant plusieurs siècles à chaque Vendredi saint. La meilleure édition des Improperia de Palestrina est probablement celle publiée par Proske dans le quatrième volume de Musica Divina en 1863. Cette version est fondée sur le manuscrit Altemps-Ottoboni conservé à la bibliothèque du Vatican. À la même époque, Tomás Luis de Victoria, enfin moine de la congrégation de l'Oratoire, composa entièrement l'Officium Hebdomadæ Sanctæ. Ses Improperia sont également exécutées non seulement lors de la célébration du Vendredi saint mais aussi en concert. Celles de Victoria restent de fait l'un des chefs-d'œuvre monumentaux. Il faut remarquer notamment que l'élan descendant attribué au verset miserere nobis comme conclusion, duquel la beauté mélodique demeure exceptionnelle, exprime théologiquement la grâce de Dieu, du ciel à la terre. 
Plus récemment, divers compositeurs ont adapté les Impropères sous une forme vocale, comme l'Espagnol Federico Mompou, le Belge Karel Goeyvaerts et le Polonais Penderecki (dans sa Passion selon saint Luc), ou orchestrale comme le Tchèque Petr Eben.

## Les Impropères et l'antisémitisme

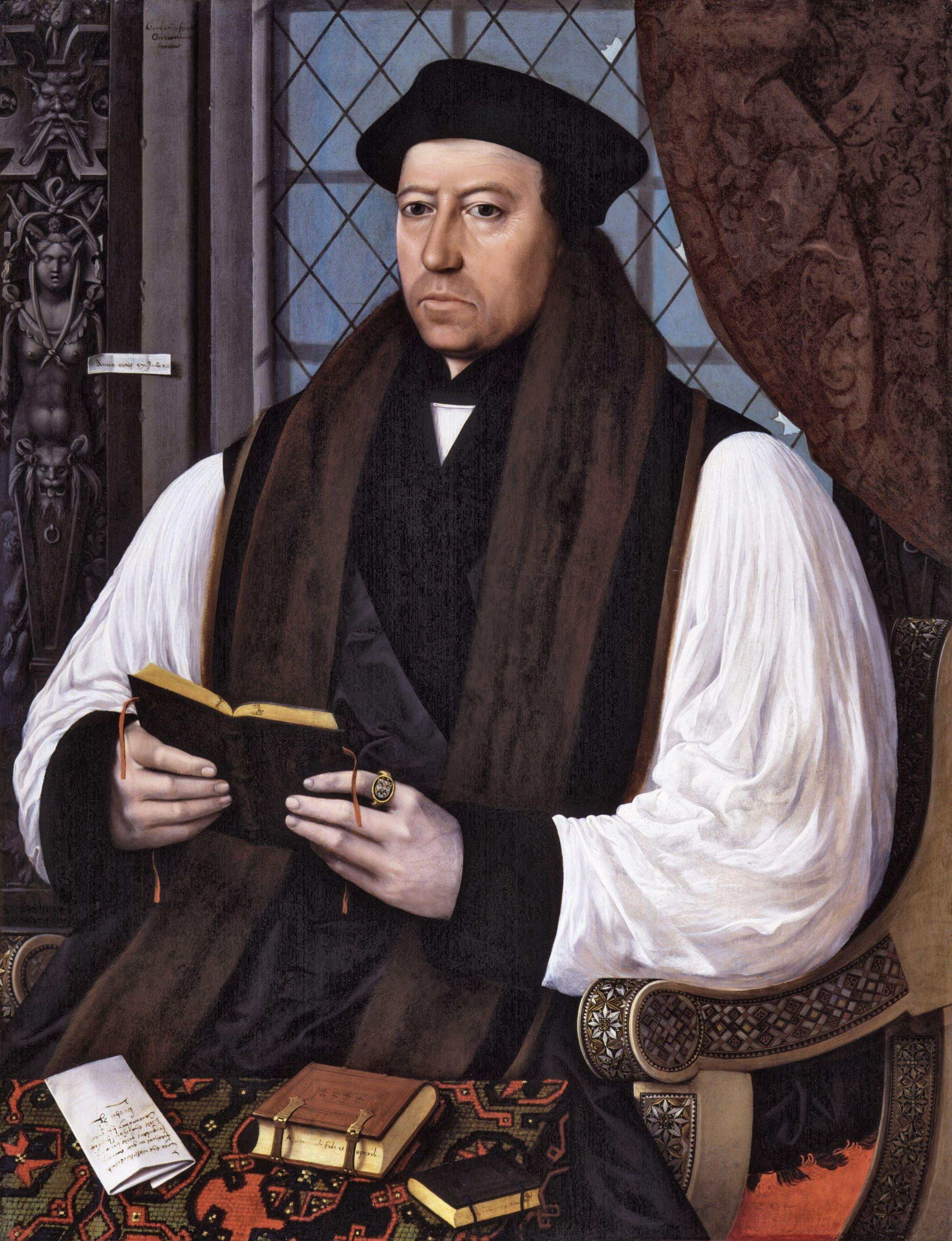
Thomas Cranmer (1489–1556) par Gerlach Flicke (1545), National Portrait Gallery (Royaume-Uni)

Dans la Communion anglicane, le statut des Impropères demeure ambigu. Tout comme le catéchisme du concile de Trente, la Réforme anglaise attribue la crucifixion du Christ à l'ensemble des péchés de l'humanité, et non pas au peuple juif. Les Impropères furent donc supprimés au XVIe siècle par Thomas Cranmer, archevêque de Cantorbéry, lorsqu'il écrivit le Book of Common Prayer. Toutefois, le Mouvement liturgique, attaché à cette tradition, a conduit plusieurs communautés à réintroduire les Impropères. Par exemple, ce fut le cas en 1989 pour l'Église anglicane d'Afrique du Sud, dont le clergé s'efforça de minimiser les connotations antisémites.
Les Impropères représentent pour Jules Isaac le « meilleur exemple » d'une volonté d'avilir les Juifs : « Il fallait, on voulait que la réprobation fût globale comme l'accusation [de déicide], qu'elle jetât à tout jamais le discrédit et la honte sur "les Juifs", tous les Juifs de tous les temps », grâce à des « élans poétiques qui leur assurent une incomparable efficacité ». Efficacité, encore, lorsqu'il écrit dans Jésus et Israël : « À mesure que se constitue et s'amplifie l'admirable liturgie chrétienne, d'une si prenante efficacité, chants et prières, lectures et homélies, rappellent avec insistance "l'odieux forfait perpétré par les Juifs". La majesté du lieu, la solennité de l'office, la beauté des paroles et des voix, aident à graver au plus profond des cœurs des sentiments qui ne s'effaceront plus, se transmettront de siècle en siècle, viendront s'accumuler pour former ce qu'on pourrait appeler "le subconscient chrétien" (antijuif). »
Après la Shoah, pour tenter de conserver l'usage de ces textes anti-judaïques, une interprétation des reproches comme étant adressés à l’ensemble de l'humanité et non au seul peuple juif est défendue par une partie des chrétiens, y compris dans l'Église catholique qui a condamné en 1965 l'anti-judaïsme dans le texte Nostra Aetate lors du concile Vatican II. Mais l'usage de ce texte demeure ambigu car cette interprétation universalisante n'est pas cohérente et semble hypocrite dans la mesure où le texte parle explicitement de la sortie des juifs d'Egypte et non de toute l'humanité. L'usage liturgique d'un tel texte risque d'entretenir dans l'esprit des chrétiens les terribles accusations de déicide portées pendant des siècles par les Églises chrétiennes contre les juifs.[non neutre]

## Œuvres
- Chant grégorien : [écouter en ligne] [écouter en ligne avec la notation du Graduale novum (2011), édition officielle du Vatican]
- Giovanni Pierluigi da Palestrina (1525 - † 1594) : [écouter en ligne]
- Tomás Luis de Victoria (vers 1548 - † 1611) : [écouter en ligne] [version intégrale en double chœur]